# Hayder Palacio
Hayder Palacio, né le 22 juillet 1979 à Barranquilla (Colombie), est un footballeur colombien, qui évoluait au poste de défenseur latéral au Deportivo Unicosta, à Junior, au Deportivo Cali, au Cúcuta Deportivo et au Real Cartagena ainsi qu'en équipe de Colombie.
Palacio ne marque aucun but lors de ses quatorze sélections avec l'équipe de Colombie. Il participe à la Copa América en 2004 et à la Gold Cup en 2005 avec la Colombie.

## Carrière
- 1998 :  Deportivo Unicosta
- 1999-2006 :  Junior
- 2007 :  Deportivo Cali
- 2008-2010 :  Junior
- 2011 :  Cúcuta Deportivo
- 2012 :  Real Cartagena [2]

## Palmarès

### En équipe nationale
- 14 sélections et 0 but avec l'équipe de Colombie depuis 2002
- Quatrième de la Copa América 2004
- Demi-Finaliste de la Gold Cup 2005

### Avec Junior
- Vainqueur du Championnat de Colombie en 2004 (Tournoi de cloture) et 2010 (Tournoi d'ouverture)